# کراس لیک، مانیتوبا
کراس لیک، نام دو اجتماع نزدیک مربوط ولی مسقل در استان کانادایی مانیتوبا است.